# Стадион Олах Габор ут
Стадион Олах Габор ут (мађ. Oláh Gábor utcai Stadion), је стадион у Дебрецину, Мађарска.  Стадион се највише користи за клупски фудбал. Користи га ФК Дебрецин. Стадион прима 10.200 гледалаца. Током 2014. године замењен је са Нађердеи стадионом.

## Галерија
- поглед на стадион